# Acomys
Acomys là một chi động vật có vú trong họ Chuột, bộ Gặm nhấm. Chi này được I. Geoffroy miêu tả năm 1838. Loài điển hình của chi này là Mus cahirinus É. Geoffroy, 1803.

## Hình ảnh

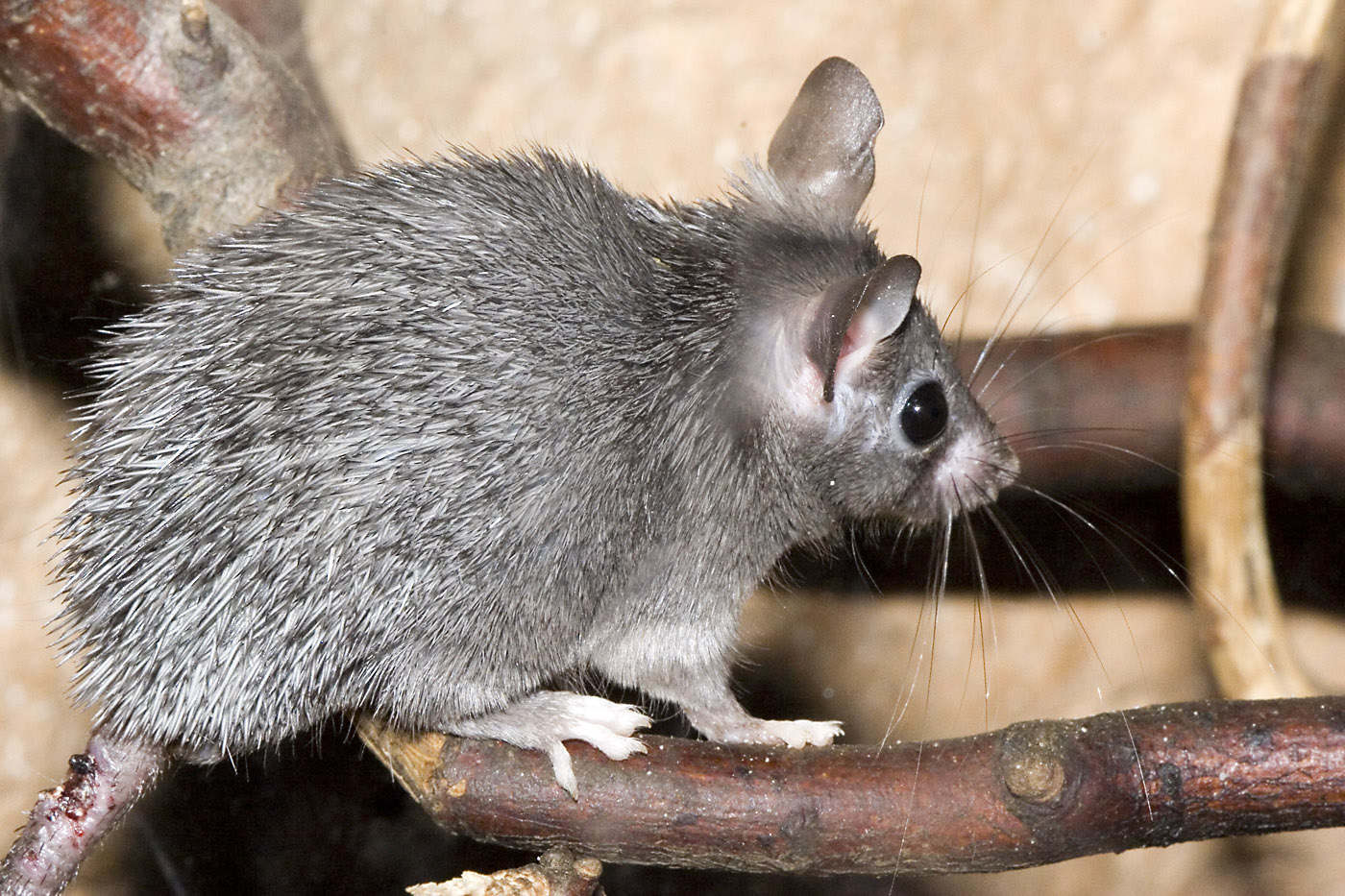
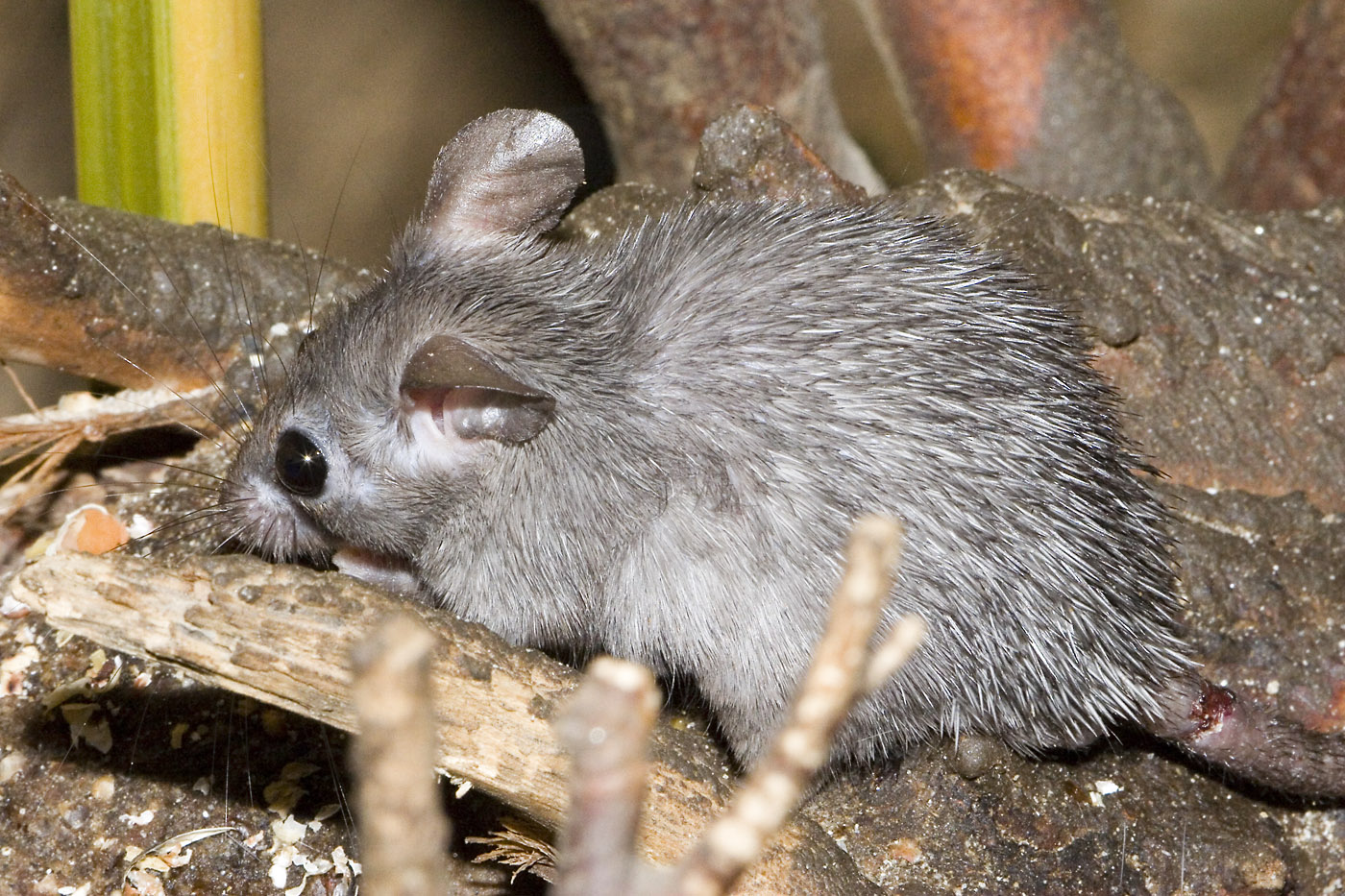
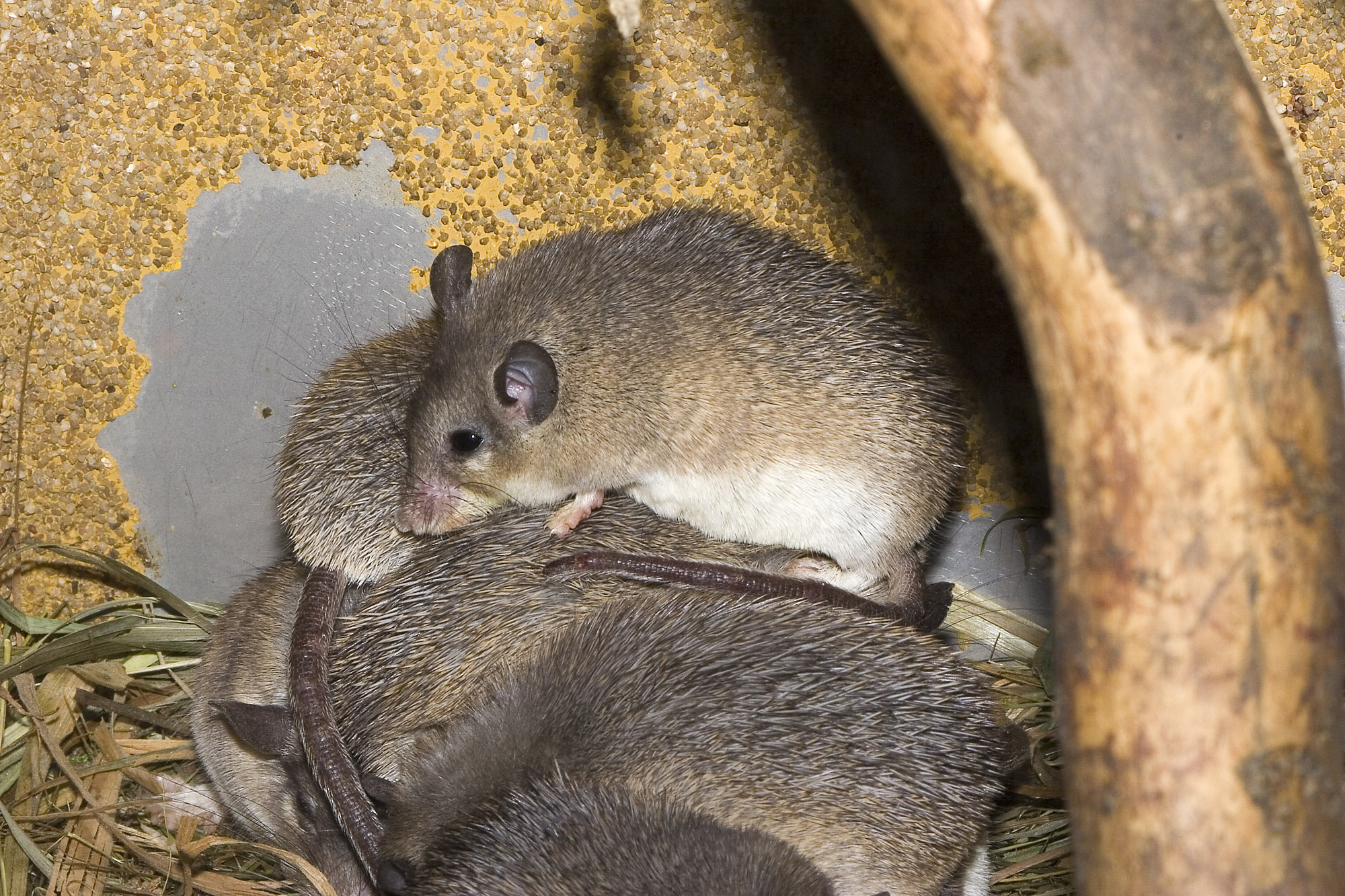
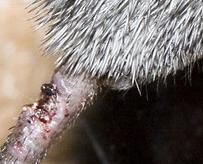

## Các loài
Chi này gồm các loài:
- Phân chi Acomys (Acomys)
  - Acomys airensis
  - Acomys cahirinus
  - Acomys chudeaui
  - Acomys cilicicus
  - Acomys cineraceus
  - Acomys dimidiatus
  - Acomys ignitus
  - Acomys johannis
  - Acomys kempi
  - Acomys minous
  - Acomys mullah
  - Acomys nesiotes
  - Acomys percivali
  - Acomys russatus
  - Acomys seurati
  - Acomys spinosissimus
  - Acomys wilsoni
- phân chi Acomys (Peracomys)
  - Acomys louisae
- Phân chi Acomys (Subacomys)
  - Acomys subspinosus